# Festa do Morango de Pedra Azul
A Festa do Morango de Pedra Azul, no município de Domingos Martins, no Espírito Santo é uma festa agrícola realizada anualmente a princípios de agosto desde 1985. É uma das principais atividades de agroturismo da região serrana capixaba. É organizada pela Associação Festa do Morango- AFEMOR, em parceria com o Conselho Paroquial.
Integra um conjunto de festas que mantêm a tradição rural e a comunidade local.